# Max Kommerell
Max Kommerell (* 25. Februar 1902 in Münsingen (Württemberg); † 25. Juli 1944 in Marburg) war ein deutscher Literaturhistoriker, Schriftsteller und Übersetzer.

## Leben
Max Kommerell – geboren als siebentes Kind des Oberamtsarztes Eugen Kommerell und dessen Ehefrau Julie, geb. Kleinmann, – studierte nach dem Ersten Weltkrieg das Fach Germanistik bei Friedrich Gundolf an der Universität Heidelberg und bei Friedrich Wolters an der Universität Marburg. Während des Studiums schloss er sich dem George-Kreis an; von 1924 bis 1928 war er Sekretär Stefan Georges. Veranlasst durch Wolters’ Hagiographie des Kreises verließ Kommerell 1930 den George-Kreis, der aber trotzdem sein literarisches Werk beeinflusst hat. Nach seiner Habilitation wurde Kommerell 1930 Privatdozent an der Universität Frankfurt. Seine öffentliche Antrittsvorlesung hielt Kommerell am 1. November 1930 über Hugo von Hofmannsthal, der sich ebenfalls von Stefan George abgewandt hatte. Kommerell lehrte auch an den Universitäten in Bonn und Köln.
Kommerell stand zunächst dem Nationalsozialismus zurückhaltend gegenüber und bezeichnete 1930 in einem Brief an seine Schwester Hitlers Mein Kampf als „borniert, bäurisch ungeschlacht, aber in den Instinkten vielfach gesund und richtig“. Nach der Machtübernahme erhielt Kommerell 1933 das Amt eines Dozentenführers, verlor es aber im selben Jahr wieder, als er sich für seinen Kollegen Kurt Riezler einsetzte.
1938 wurde Kommerell in Frankfurt außerordentlicher Professor für Germanische Philologie. Am 19. Oktober 1939 beantragte er die Aufnahme in die NSDAP und wurde zum 1. Dezember desselben Jahres aufgenommen (Mitgliedsnummer 7.342.610). Von 1941 bis zu seinem Tod 1944 war Kommerell Ordinarius der deutschen Philologie an der Philipps-Universität Marburg.
Kommerell war in erster Ehe von 1931 bis 1936 mit Eva Otto, der Tochter des Altphilologen Walter F. Otto verheiratet; in zweiter Ehe mit seiner langjährigen Freundin Erika Franck verbunden. Er starb nach zweijähriger Krankheit an den Folgen einer Hepatitisinfektion.
Das Schauspiel Die Gefangenen, das Kommerell 1942 geschrieben hatte, wurde 1943 von der Reichskulturkammer mit der Begründung abgelehnt und verboten, dass es keine „Anklage gegen den Bolschewismus“ sei, sondern sich „gegen jede Art von Macht“ richte. Diese Einschätzung traf durchaus zu: So ließ Kommerell den Gefangenen in der Grenzsituation der Todeszelle folgende Worte sprechen: „Ja ich fühle wir sind frei, / und all die andern draußen sind gefangen.“ Sein Gedichtband Mit gleichsam chinesischem Pinsel wurde 1944 gedruckt, die gesamte Auflage jedoch durch einen Bombentreffer vernichtet. Der Band kam schließlich 1946 bei V. Klostermann heraus.
Kommerell stand in engerem wissenschaftlichem Kontakt zu dem Theologen Rudolf Bultmann, den Philosophen Martin Heidegger und Hans-Georg Gadamer und dem Indologen Heinrich Zimmer. Seinen Verleger Vittorio J. Klostermann hatte Kommerell im Jahr 1930 kennengelernt, und im selben Jahr erschien in dessen Verlag die Antrittsvorlesung über Hofmannsthal.
Kommerell gilt als Begründer der Komparatistik. Seine Lehr- und Forschungsschwerpunkte lagen im Barock, der Klassik und Romantik. Seine Publikationen bezogen sich auf Calderón, Hölderlin, Jean Paul, Goethe, Schiller und Hofmannsthal.
Kommerells Arbeitsbibliothek (1400 Titel) befindet sich seit 2006 in der Marburger Universitätsbibliothek und kann dort eingesehen werden.

## Rezeption
Von besonderer wirkungsgeschichtlicher Tragweite war Kommerells Studie Lessing und Aristoteles (Frankfurt am Main 1940), mit der er der Erforschung des Antikebezuges moderner Intellektueller vielfältige Impulse gegeben hat.
Um die Rezeption Kommerells haben sich besonders Hans Egon Holthusen und Arthur Henkel verdient gemacht. 2001 veranstaltete der Literaturwissenschaftler Gerhart Pickerodt zusammen mit Fachkollegen in Marburg einen Kongress zu Leben, Werk und Aktualität Max Kommerells. 2011 erschien die erste Kommerell-Biographie.

## Werke
- Jean Pauls Verhältnis zu Rousseau. Nach den Haupt-Romanen dargestellt. Elwertsche Braun, Marburg 1924.
- Der Dichter als Führer in der deutschen Klassik. Klopstock – Herder – Goethe – Schiller – Jean Paul – Hölderlin. Bondi, Berlin 1928 u. Klostermann, Frankfurt am Main 1982/3. Auflage
- Gespräche aus der Zeit der deutschen Wiedergeburt. Holten, Berlin 1929.
- Hugo von Hofmannsthal. Eine Rede. Klostermann, Frankfurt am Main 1930.
- Jugend ohne Goethe. Klostermann, Frankfurt am Main 1931.
- Leichte Lieder. Gedichte. Klostermann, Frankfurt am Main 1931.
- Jean Paul. Klostermann, Frankfurt am Main 1933 u. 1977.
- Das letzte Lied. Gedichte. Klostermann, Frankfurt am Main 1933.
- Schiller als Gestalter des handelnden Menschen. Frankfurt am Main 1934.
- Schiller als Psychologe. In: Jb. d. Freien Dt. Hochstifts. 1934/35. S. 177–219.
- Dichterisches Tagebuch. Klostermann, Frankfurt am Main 1935.
- Das Volkslied und das deutsche Lied. Klostermann, Frankfurt am Main 1936.
- Mein Anteil. Gedichte. Fischer, Berlin 1938.
- Der Lampenschirm aus den drei Taschentüchern. Eine Erzählung von gestern. Fischer, Berlin 1940.
- Lessing und Aristoteles. Untersuchung über die Theorie der Tragödie. Klostermann, Frankfurt am Main 1940 / 1984.
- Geist und Buchstabe der Dichtung. Goethe – Schiller – Kleist – Hölderlin. Klostermann, Frankfurt am Main 1940 u. 2009.
- Die Lebenszeiten. Gedichte. Fischer, Berlin 1941.
- Gedanken über Gedichte. Klostermann, Frankfurt am Main 1943 u. 1985.
- Mit gleichsam chinesischem Pinsel. Gedichte. Klostermann, Frankfurt am Main 1946.
- Die Gefangenen. Trauerspiel in fünf Akten. Klostermann, Frankfurt am Main 1948.
- Kasperle-Spiele für große Leute. Nachwort Arthur Henkel. Scherpe, Krefeld 1948 (Neuausgabe: Wallstein, Göttingen 2002).
- Briefe und Aufzeichnungen 1919–1944. Herausgegeben von Inge Jens, Freiburg i.Br.: Walter-Verlag, 1967.
- Essays, Notizen, poetische Fragmente. Aus dem Nachlass herausgegeben von Inge Jens. Walter, Olten/Freiburg i. Br. 1969.
- Der Zauber des Zelts. In: Castrum Peregrini Heft 134–135, Amsterdam 1978.

## Übersetzungen
- Michelangelo. Klostermann, Frankfurt am Main 1931.
- Beiträge zu einem deutschen Calderon. 2 Bände. Klostermann, Frankfurt am Main 1946.
  - 1. Band: Etwas über die Kunst Calderons.
  - 2. Band: Das Leben ist Traum. – Die Tochter der Luft.